# Belgrandiella bulgarica
Belgrandiella bulgarica is een slakkensoort uit de familie van de Hydrobiidae. De wetenschappelijke naam van de soort is voor het eerst geldig gepubliceerd in 1972 door Angelov.